# هنری استیمسون
هنری استیمسون (انگلیسی: Henry L. Stimson; ۲۱ سپتامبر ۱۸۶۷ – ۲۰ اکتبر ۱۹۵۰) سیاستمدار اهل ایالات متحده آمریکا و عضو حزب جمهوری‌خواه بود. او در زمان ریاست جمهوری هربرت هوور، وزیر امور خارجه ایالات متحده آمریکا بود و در این سمت از شناسایی حکومت منچکو که با حمله امپراتوری ژاپن به جمهوری چین تشکیل شده بود به علت نقض میثاق جامعه ملل خودداری کرد که به دکترین استیمسون مشهور است. در زمان ریاست جمهوری فرانکلین دلانو روزولت استیمسون به سمت وزارت جنگ آمریکا منصوب شد و از هواداران اصلی اعلان جنگ به آلمان (به اصطلاح شاهین‌ها (به انگلیسی: hawks) بود. او مسئولیت اداره نظامی آمریکا در زمان جنگ جهانی دوم، توسعه پروژه منهتن، و بمباران اتمی هیروشیما و ناکازاکی را بر عهده داشت.